# Право на любов
Право на любов (на испански: El privilegio de amar) е мексиканска теленовела от 1998 г., режисирана от Мигел Корсега и Моника Мигел и продуцирана от Карла Естрада за Телевиса. Версията, написана от Лиляна Абуд, е базирана на венецуелската теленовела Кристал, създадена от Делия Фиайо.
В главните роли са Адела Нориега, Рене Стриклер, Елена Рохо и Андрес Гарсия, а в отрицателните са Синтия Клитбо, Енрике Роча, Марга Лопес, Лорена Веласкес и Педро Уебер „Чатануга“. Специално участие вземат Нурия Бахес, Сесар Евора и Мария Сорте.

## Сюжет
Младият семинарист Хуан де ла Крус пристига на посещение в дома на майка си, Ана Хоакина, религиозна фанатичка, която винаги е налагала своята воля на сина си, подтиквайки го да служи на Бог. В дома на Ана Хоакина работи младата Лусиана, невинно и добро момиче, което се влюбва в Хуан де ла Крус. Една нощ, увлечени от младежка страст, Лусиана и Хуан се отдават невинно на желанията си. След като разбира, че Лусиана е бременна, Ана Хоакина иска да разбере кой е бащата на бебето. Когато разбира самоличността на бащата, Ана Хоакина, обзета от гняв, гони Лусиана на улицата. Останала без дом, Лусиана ражда своята дъщеря. Младата жена оставя бебето пред вратите на богаташки дом с надеждата, че момиченцето ще бъде отгледано там, но вместо това е отведено в сиропиталище. За да оцелее, Лусиана се сблъсква с много нежелани мъже, включително Педро Трухийо, ужасен човек, който я малтретира, възползвайки се от нея.
Двадесет години по-късно, Кристина, дъщерята на Лусиана, е израснала щастливо в сиропиталището, въпреки че винаги е била любопитна коя е нейната майка и защо я е изоставила. Междувременно Лусиана се е превърнала в силна и властна жена, собственик на популярна модна къща, и съпруга на известния актьор Андрес Довал, с когото има две деца - Лисбет и Виктор Мануел. Лисбет, дъщерята на Лусиана и Андрес, е капризно и разглезено момиче, свикнало да има това, което иска, а Виктор Мануел, който е син на Андрес и първата му съпруга, е като син за Лусиана, който работи при нея. Нейното щастливо и грижовно семейство провокира Лусиана да започне да търси дъщерята, която е изоставила преди толкова много години. Семейството ѝ обаче не знае нищо за Кристина, защото Лусиана никога не е разкривала детайли за миналото си, страхувайки от реакцията на съпруга си. Кристина, при напускане на сиропиталището, наема апартамент с Лоренса и Макловия.
Лоренса е красива млада жена, провокативна и много самоуверена, докато Макловия е резервирана, плаха и интелигентна. Лоренса се запознава с Андрес и стават любовници, тъй като Андрес получава така желаните от него страст и любов, които Лусиана никога не му е дала. Междувременно, Кристина, благодарение на Лоренса, получава работа като модел в модната къща на Лусиана. Кристина и Виктор Мануел се влюбват и започват да се срещат, но когато Лусиана разбира за връзката им, гони Кристина и се опитва да убеди сина си, че трябва да се ожени за Тамара, с лъжата, че тя носи детето му, но в действителност детето е от Николас Обрегон, приятел на Андрес.
Кристина открива, че е бременна от Виктор Мануел, но решава да остане да замълчи от уважение към семейството, което е създал. В този момент Алонсо влиза в живота на Кристина, предлагайки име за дъщеря ѝ и любов към нея; обаче, Кристина не може да отговори на чувствата му. Въпреки това, Кристина започва да се бори за дъщеря си и става много успешна жена. Този статут, който тя малко по малко печели като модел, я събира отново с Виктор Мануел, чийто живот с Тамара се е превърнал в ад; накрая я оставя, за да бъде щастлив с Кристина и по този начин те могат да се насладят заедно на привилегията да обичат.

## Актьори
- Адела Нориега - Кристина Миранда / Кристина Веларде Ернандес де Дувал
- Елена Рохо - Лусиана Ернандес де Дувал
- Андрес Гарсия - Андрес Дувал
- Рене Стрклер - Виктор Мануел Дувал Ривера
- Енрике Роча - Николас Обрегон
- Синтия Клитбо - Тамара де ла Колина
- Сесар Евора - Отец Хуан де ла Крус Веларде
- Марга Лопес - Ана Хоакина вдовица де Веларде
- Мария Сорте - Вивиан дел Анхел
- Тоньо Маури – Алонсо дел Анхел
- Сабине Мусиер – Лоренса Торес
- Адриана Нието – Лисбет Дувал Ернандес
- Исадора Гонсалес – Макловия
- Педро Уебер „Чатануга“ – Педро Трухийо
- Марио Касияс – Мигел Белтран
- Мати Уитрон – Барбара Ривера
- Родриго Видал – Атемио Саласар
- Ядира Карийо – Мария Хосе
- Клаудио Баес – Кристобал
- Нурия Бахес – Мириам Аранго
- Лурдес Мунгия – Офелия Белтран
- Рамон Абаскал – Хосе Мария Рамос Лопес
- Кати Барбери – Паула
- Арлет Пачеко – Бегоня
- Маурисио Ерера – Франко
- Беатрис Морено – Доня Чаро
- Тито Гисар – Агустин Гарсия
- Гилермо Агилар – Алекс Валтер
- Ана Мария Агире – Сестра Рехина
- Мария Луиса Алкала – Ремедиос Лопес де Рамос
- Аурора Алонсо – Имелда Саласар
- Марта Аура – Хосефина Перес
- Артуро Васкес – Макарио Хименес
- Раул Буенфил – Ел Фреско
- Габриел Сервантес - Рамиро
- Вероника кон К - Каридад
- Жан Дуверге - Вземащ мерки
- Консуело Дувал - Росенда Санчес
- Вирхиния Гутиерес - Сестра Бернардина
- Нели Норсман - Ката
- Лорена Веласкес - Ребека Булнес де де ла Колина
- Рамон Менендес - Ерасмо де ла Колина
- Рики Мерголд - Тобиас
- Хулио Монтерде - Отец Селорио
- Андреа Торе - Алехандра
- Луис Урибе - Раймундо Веларде
- Жаклин Волтер - Жаклин
- Марисол дел Олмо - Антония Фонсека
- Рикардо де Паскуал - Севиля
- Мигел Анхел Биаджо - Панчо
- Далила Поланко - Касилда
- Оскар Бонфилио - Фернандо Бернал
- Луис Хавиер - Алберто Соуса
- Карлос Амадор мл. - Фиденсио
- Роберто Антунес - Отец Марсело
- Артуро Лорка - Дон Исаяс
- Ектор Ортега - Валентин Фонсека
- Исабел Саласар - Хисела
- Хеновева Перес - Хлои
- Рафаел Меркаданте - Маурисио Трухийо
- Клаудия Силва - Лурдес Галиндо
- Гастон Тусет - Алфонсо
- Естела Барона - Гладиола
- Ребека Манкита
- Бенхамин Ислас
- Сандра Ицел - Дулсе
- Абрил Кампийо - Гера
- Франсиско Авенданьо - Хайме Авила
- Диана Брачо - Ана Хоакина Веларде (млада)
- Едит Маркес - Лусиана Ернандес (млада)
- Андрес Гутиерес Кото - Хуан де ла Крус Веларде (млад)
- Алфредо Паласиос - Алфредо
- Едуардо Лопес Рохас
- Силвия Пинал - Себе си
- Едуардо Линян - Д-р Ваядарес
- Лусия Гилмайн - Помощничка на Ана Хоакина в болницата
- Хосе Мария Наполеон - Силверио Хименес

## Премиера
Премиерата на Право на любов е на 27 юли 1998 г. по Canal de las Estrellas. Последният 155. епизод е излъчен на 26 февруари 1999 г.

## Екип
- Оригинална история – Делия Фиайо
- Версия – Лиляна Абуд
- Литературна редакция – Рикардо Фиайега
- Литературен консултант – Марта Хурадо
- Сценография – Рикардо Наварете
- Декор – Мануел Домингес
- Дизайн на костюми – Илиана Пенсадо, Монсерат Гонсалес
- Музикална тема – El privilegio de amar
- Изпълнители – Мануел Михарес и Лусеро
- Автор – Хорхе Авенданьо
- Музикално оформление – Хесус Бланко
- Редактори – Хуан Хосе Франко, Луис Орасио Валдес
- Асистент-редактори – Хулио Лопес, Марко Антонио Роча
- Мениджър продукция – Гилермо Гутиерес
- Координатор продукция – Диана Аранда
- Продуцент – Артуро Лорка
- Асистент-оператори – Абнер Велес, Пилар Педроса
- Асистент-режисьори – Виктор Мануел Фульо, Ерик Моралес
- Оператор в локация – Хесус Акуня Лий
- Режисьор в локация – Моника Мигел
- Оператор – Алехандро Фрутос
- Режисьор – Мигел Корсега
- Изпълнителен продуцент – Карла Естрада

## Награди
Награди TVyNovelas 1999
| Категория                            | Номинация                                     | Резултат  |
| ------------------------------------ | --------------------------------------------- | --------- |
| Най-добра теленовела                 | Карла Естрада                                 | Печели    |
| Най-добра актриса в главна роля      | Елена Рохо                                    | Печели    |
| Най-добър актьор в главна роля       | Андрес Гарсия                                 | Печели    |
| Най-добра актриса в отрицателна роля | Синтия Клитбо                                 | Печели    |
| Най-добър актьор в отрицателна роля  | Енрике Роча                                   | Печели    |
| Най-добра първа актриса              | Марга Лопес                                   | Печели    |
| Най-добър актьор в поддържаща роля   | Сесар Евора                                   | Печели    |
| Най-добра млада актриса              | Адела Нориега                                 | Печели    |
| Най-добър млад актьор                | Рене Стриклер                                 | Номиниран |
| Най-добро женско откритие            | Сабине Мусиер                                 | Печели    |
| Най-добра музикална тема             | El privilegio de amar в изпълнение на Михарес | Печели    |
| Най-добър режисьор                   | Мигел Корсега Моника Мигел                    | Печелят   |
| Най-добър композитор                 | Хорхе Авенданьо                               | Печели    |

Награди Califa de Oro
| Година | Категория           | Номинация      | Резултат |
| ------ | ------------------- | -------------- | -------- |
| 1999   | Най-добра продукция | Карла Естрада  | Печели   |
| 1999   | Най-добро участие   | Адела Нориега  | Печели   |
| 1999   | Най-добро участие   | Андрес Гарсия  | Печели   |
| 1999   | Най-добро участие   | Рене Стриклер  | Печели   |
| 1999   | Най-добро участие   | Елена Рохо     | Печели   |
| 1999   | Най-добро участие   | Тоньо Маури    | Печели   |
| 1999   | Най-добро участие   | Мати Уитрон    | Печели   |
| 1999   | Най-добро участие   | Рамон Абаскал  | Печели   |
| 1999   | Най-добро участие   | Сабине Мусиер  | Печели   |
| 1999   | Най-добро участие   | Енрике Роча    | Печели   |
| 1999   | Най-добро участие   | Маурисио Ерера | Печели   |
| 1999   | Най-добра адаптация | Лиляна Абуд    | Печели   |

Награди ACE
| Година | Категория                      | Номинация     | Резултат |
| ------ | ------------------------------ | ------------- | -------- |
| 2001   | Най-добра теленовела           | Карла Естрада | Печели   |
| 2001   | Най-добра актриса в теленовела | Адела Нориега | Печели   |

## Версии
- Кристал, оригинална история, венецуелска теленовела от 1985 г., създадена от Делия Фиайо, режисирана от Ренато Гутиерес и Даниел Фариас и продуцирана от Хорхе Герарди за РЦТВ, с участието на Лупита Ферер, Жанет Родригес, Карлос Мата и Раул Амундарай.
- Триумф на любовта, мексиканска теленовела от 2010 г., адаптирана от Лиляна Абуд и Рикардо Фиайега, режисирана от Хорхе Едгар Рамирес и Алберто Диас и продуцирана от Салвадор Мехия за Телевиса, с участието на Виктория Руфо, Маите Перони, Уилям Леви и Освалдо Риос.
- Нишките на миналото, мексиканска теленовела от 2025 г., адаптирана от Ванеса Варела и Хосе Алберто Кастро, режисирана от Салвадор Гарсини, Луис Мансо и Родриго Коеликер и продуцирана от Хосе Алберто Кастро за ТелевисаУнивисион, с участието на Ядира Карийо, Барбара Лопес, Емануел Паломарес и Давид Сепеда.

## В България
В България, както и по света, сериалът „Право на любов“ се радва на голяма популярност. Започва излъчване на 1 юни 2000 г. по MSAT, като по-късно е излъчен и по Нова телевизия, озвучен на български език, като част от дублажа са Петя Миладинова, Антоанета Фердинандова и Христо Узунов.